# Глюк'OZA
Глюк'OZA (справжнє ім'я — Наталія Іллівна Іонова (рос. Наталья Ильинична Ионова) — російська співачка.
Спецпроєкт Глюк'OZA є результатом співпраці продюсера Максима Фадєєва та співачки Наталії Іонової. Вершиною даного напряму до одруження був кліп Швайне. Несподіване одруження Наталі звичайно вплинуло на її творчість (див. кліп Бабочки), проте після народження дитини вона знову повернулась до первинного задуму дещо модифікованого в стилі Періс Гілтон (див. кліп Танцуй Россия).

## Біографія
Народилася 7 червня 1986 року в Сизрані (Волзький економічний район) СРСР, РРФСР (сьогодні Росія). Її мати та батько були обоє комп'ютерними програмістами. Має старшу сестру.
В дитинстві мала хобі — балет та шахи. Вона також полюбляла театральне мистецтво і брала участь у зйомках фільму «Тріумф» та «Війна принцес», а також в кількох епізодах «Єралашу». Її улюбленою співачкою та прикладом для наслідування була Мадонна.

### Сингли
- 2002 — Шуга
- 2003 — Ненавижу
- 2003 — Невеста
- 2003 — Малыш
- 2003 — Карина
- 2004 — Жениха хотела (feat. Верка Сердючка)
- 2004 — Ой, ой
- 2004 — Снег идет
- 2005 — Швайне
- 2005 — Москва
- 2005 — Юра
- 2006 — Свадьба
- 2006 — Сашок
- 2007 — Бабочки
- 2008 — Танцуй, Россия!
- 2009 — Деньги
- 2010 — Вот такая любовь
- 2010 — Как в детстве
- 2011 — Взмах
- 2011 — Хочу мужчину
- 2011 — Следы слёз

## Заборона на в'їзд до України
У серпні 2020 року Державна прикордонна служба України заборонила російській співачці в'їзд в Україну терміном на три роки. Причина: неодноразове відвідування окупованого Криму, порушуючи державний кордон України.